# Talasmance
Talasmance (macedónul: Талашманце) település Észak-Macedóniában, a Északkeleti körzetben, Kratovo községben.

## Népesség
| Lakosok száma | 410  | 436  | 467  | 363  | 278  | 192  | 194  | 150  | 92   |
|               | 1948 | 1953 | 1961 | 1971 | 1981 | 1991 | 1994 | 2002 | 2021 |

- 2002-ben 150 lakosa volt, akik közül 149 macedón és 1 török.